# Life on Mars (serie de televisión)
Life on Mars es una serie de televisión británica de dos temporadas que se emitió en la BBC One desde enero de 2006 hasta abril de 2007. Estaba protagonizada por John Simm, Philip Glenister y Liz White. Además, la serie fue galardonada con un Emmy y un BAFTA como mejor serie dramática de la televisión británica.

## Argumento
2006, Mánchester. El inspector de policía Sam Tyler (John Simm) sufre un accidente de coche. Al despertar, misteriosamente, se encuentra en el mismo lugar treinta y tres años antes, es decir, en 1973. Bajo las órdenes del por aquel entonces inspector de policía Gene Hunt (Philip Glenister), no sólo tendrá que adaptarse a las costumbres de esa época que entran en conflicto con las suyas, sino a descubrir por qué ahora vive en el pasado. ¿Ha viajado en el tiempo, está en coma en 2006 o simplemente es un loco de 1973?

## Producción
La serie fue producida por Kudos Film & Television, creadores de Spooks o Hustle. La primera temporada fue escrita por Tony Jordan, Matthew Graham, Chris Chibnall y Ashley Pharoah, mientras que a la segunda se incorporaron Julie Rutterford, Guy Jenkin y Mark Creig.
En realidad, la serie fue concebida en 1998, cuando la productora envió a Graham, Jordan y Pharoah a Blackpool con el fin de que surgieran nuevas ideas televisivas. En un primer momento, la serie iba a titularse Ford Granada, en honor al mítico coche de la década de los 70, pero a la BBC no le gustó la idea. Graham dijo para la revista SFX que "en aquel momento, la emisora (BBC) simplemente no se sentía cómoda con algo como eso, algo que no era propio del mundo real y que tenía un elemento de fantasía en él". Y es que la serie iba a ser una crítica a las costumbres de la época que tendría como protagonista al cómico Neil Morrissey. 
Todo cambió cuando el guion llegó a manos de John Yorke, el productor del área dramática de Channel 4, el cual modernizó sustancialmente la idea con las discusiones entre los personajes Sam y Gene. Aun así, los directivos no quisieron llevar a cabo la idea. Según declaró Graham en la revista Radio Times, dedicada a la programación televisiva, Channel 4 dijo: "Va a ser una tontería". 
La idea llamó la atención de la directora del área de ficción de BBC Wales, Julie Gardner, quién convenció a su colega de BBC para que financiara la serie para la BBC One. Fue entonces cuando John Yorke dejó que Channel 4 y BBC se reunieran y él, junto a Gardner, acordaron trabajar conjuntamente como comité editorial durante la duración de la serie.

## Música
Life on Mars hace referencia a la canción de David Bowie Life on Mars?. Es más, es la canción que está escuchando el protagonista cuando sufre el accidente y la que escucha su alterego cuando despierta en 1973. También puede escucharse en el capítulo final de las dos temporadas y durante los créditos de la segunda.
La letra de esta canción, según John Yorke (BBC), es muy significativa, ya que trata de cómo el protagonista debe acomodarse a esta época, que es casi como otro planeta para él. De hecho, alguna vez Tyler sospechó que los marcianos se lo llevaron.

Matthew Graham admitió que en un primer momento la licencia para utilizar la música y el nombre les fue negado, por lo que hubiera sido necesario retitular la serie. Otra de las canciones de Bowie, Space Oddity, fue utilizada para los tráileres. 
Otra canción utilizada en la banda sonora del segundo episodio de la primera temporada fue Live and Let Die de Paul McCartney y Wings. En un principio la compañía discográfica le negó a la productora Kudos Film & Television el permiso para utilizar la canción, pero, según  dijo Graham para Radio Times: "enviamos el episodio directamente a Paul McCartney. Casi enseguida, su asistente telefoneó y dijo: A Paul le encantó, pueden continuar y utilizarla".
La secuela, Ashes to Ashes (2008) también se basa en una canción de David Bowie, "Ashes to Ashes", un éxito de 1981, al cual regresa la protagonista de la serie.

## Temas e historia
Cada episodio comienza con un monólogo de Sam, en el cual dice: "Mi nombre es Sam Tyler. Tuve un accidente y desperté en 1973. ¿Estaré loco, en coma o he vuelto al pasado? Sea lo que sea, es como si hubiera aterrizado en otro planeta. Quizá, si encuentro una explicación, pueda volver a casa". La serie se centra sobre esta ambigüedad y los esfuerzos de Sam para comprender que le ha pasado y volver a casa.
La incertidumbre de Sam está reforzada por encuentros frecuentes con fenómenos sin explicación. Él escucha regularmente en radios, televisiones y teléfonos, "voces del futuro"; discutiendo su condición médica, aparentemente de la gente y máquinas alrededor de su cama en el hospital, llevándolo a creer que está en coma. Pero hay otros elementos que sugieren que está loco, como sus frecuentes - e inesperados - encuentros con Test Card Girl (una manifestación de una niña pequeña — Carole Hersee — Test Card F), quien le pregunta directamente: "¿Te gusta mi payaso? Puedo ver que te hago fruncir el ceño. ¿Cuándo terminará todo esto? Soy tu amiga, tu único amigo", también las visiones de   muertos que le hablan durante videos. Annie Cartwright, por otra parte, se esfuerza en convencer a Sam que el extraordinario nivel de detalle y tangibilidad del mundo en el cual se encuentra es evidencia de que está en 1973.
Un tema recurrente a través de la serie es la superposición del pasado y presente. En el episodio 6, por ejemplo, Sam escucha la voz de su madre (en 2006) diciendo que la máquina que le mantiene con vida será apagada a las 2:00 p. m.. Éste es inmediatamente llamado para investigar una situación de secuestro donde el perpetrador comenzará a matar a sus víctimas a la misma hora. Ocasionalmente Sam se encuentra con gente en 1973 a quienes también conoce en el "mundo real" del 2006 incluyendo sospechosos, amigos y sus propios padres.
Otro tema principal en la serie, es el conflicto de Sam con las actitudes de los 70; en particular su relación extraña y alterna de policía bueno/policía malo con el Jefe de Detectives Gene Hunt.

Sam es de una era más correcta políticamente y científicamente, donde los derechos de los sospechosos y la preservación de la evidencia forense son observados de manera más rigurosa. Esto deriva frecuentemente en encuentros con su contraparte en 1973, donde el sexismo, racismo, brutalidad policial y corrupción institucionalizada son tratadas con indiferencia durante la rutina laboral.
La serie usa la ironía dramática con frecuencia, en forma de bromas sobre un futuro que la audiencia ya conoce, pero los personajes no. Por ejemplo, Gene Hunt dice: "Nunca habrá una mujer de primer ministro mientras tenga un agujero en mi trasero".

### Final de la serie
El episodio final de la serie muestra a Sam despertando del coma, solamente para encontrar que el mundo moderno carece de sentido comparado a su vida en 1973. Finalmente, feliz, salta desde lo alto de la comisaría, volviendo al pasado. Matthew Graham escribió la escena para indicar que Sam está ahora en la vida eterna, pero admitió que el final es ambiguo y abierto a otras interpretaciones, tal como la creencia del actor John Simm de que Sam pudo no haber vuelto al presente. En el primer episodio de la secuela de la serie Ashes to Ashes vemos a la Detective Alex Drake con el archivo personal (en 2008), el cual tiene la palabra "SUICIDIO" impresa.
En la toma final, el equipo se aleja, con Sam y Gene discutiendo como siempre. Los niños corren por ahí, incluyendo la niña Test Card F. Ella mira directamente a la cámara antes de estirar la mano y "apagar" la televisión que el telespectador está observando, lo cual significa que la historia ha llegado a su fin.

## Reparto
| Personaje | Interpretado por   | Notas |
| --- | ------------------ | --- |
| Inspector Detective en Jefe / Inspector Detective, es decir, Detective Chief Inspector / Detective Inspector(DCI/DI) - Sam Tyler                                | John Simm          | El protagonista, "Inspector Detective en Jefe" en el 2006 e "Inspector Detective" bajo el mando del "Inspector Detective en Jefe" Gene Hunt en 1973 |
| Inspector Detective en Jefe, es decir, Detective Chief Inspector (DCI) - Gene Hunt                                                                              | Philip Glenister   | Jefe de Tyler en el Mánchester de 1973 y jefe del departamento de investigación criminal (CID) en Salford. |
| "Agente Femenino de Policía" y más tarde "Agente Femenino Detective", es decir, Woman Police Constable / Woman Detective Constable (WPC/WDC) - Annie Cartwright | Liz White          | Joven "mujer policía" (cargo antiguamente utilizado por la policía británica) quien se hace amiga de Sam y recibe el ascenso a "Agente Femenino Detective" en la segunda temporada.                                                                              |
| Sargento Detective, es decir, Detective Sergent(DS) - Ray Carling                                                                                               | Dean Andrews       | Miembro del departamento de investigación criminal, Criminal Investigation Department (CID) de Mánchester y Salford; quizá más machista, violento y vulgar que el propio Gene Hunt. Brevemente degradado a Agente Detective, es decir, Detective Constable (DC). |
| Agente Detective, es decir, Detective Constable (DC) - Chris Skelton                                                                                            | Marshall Lancaster | Joven detective ingenuo y patoso y a quien Sam intenta enseñar los procedimientos modernos de 2006. |
| Barman - Nelson | Tony Marshall      | Encargado del bar local The Nelson; hace el papel de jamaicano, pero realmente es del condado de York. (Aparece en 12 de 16 episodios) |
| "Woman Police Constable" (WPC) (Agente Femenino de Policía) - Phyllis Dobbs                                                                                     | Noreen Kershaw     | El cargo WPC ya no existe en la policía británica. Este cargo implicaba hacerse cargo de la burocracia de la comisaría y dar avisos por radio. (Aparece en 15 de 16 episodios)                                                                                   |

## La serie en España
En España la poseedora de sus derechos es Antena 3, que emite la serie por el canal digital Nitro aunque fue preestrenada en su canal analógico. Además la emisión de la serie original no ha respetado el montaje con el que fue emitida en la BBC y recorta unos 10 minutos de cada capítulo eliminando diversas escenas.
Por otra parte la cadena compró una adaptación de la serie a la productora Ida y Vuelta
, encargada de otro proyecto de ficción nacional de la cadena: Física o química, la cual llevó el título del tema de Nacha Pop, La chica de ayer y se emitió en 2009.
También se emite en el prime time del canal Extreme Teuve de la televisión de pago (duración 50 minutos).
La adaptación estadounidense de Life on Mars (serie de televisión de Estados Unidos), emitida por ABC, se estrenó en Canal + y en Cuatro.

## La serie en Sudamérica
Durante 2008 y 2009 se transmitió por HBO, y actualmente se transmite a través del canal Film&Arts para toda Sudamérica.
En la República Argentina a través de señal abierta lo transmite Telefé después de medianoche los días domingos con el nombre de "Viaje Insólito".